# Hesel
Hesel település Németországban, azon belül Alsó-Szászország tartományban. Lakosainak száma 4793 fő (2023. december 31.).

## Népesség
A település népességének változása:
| Lakosok száma | 4595 | 4624 | 4596 | 4625 | 4726 | 4793 |
|               | 2016 | 2017 | 2019 | 2021 | 2022 | 2023 |